# Chronologie de l'invasion de l'Ukraine par la Russie (décembre 2024)
Cet article fait partie de la chronologie de l'invasion de l'Ukraine par la Russie et présente une chronologie des événements clés de ce conflit durant le mois de décembre 2024.
Pour les événements précédents, voir Chronologie de l'invasion de l'Ukraine par la Russie (novembre 2024).
Pour les événements suivants, voir Chronologie de l'invasion de l'Ukraine par la Russie (janvier  2025).
- Invasion de l'Ukraine en cartes : l'évolution des combats semaine après semaine

## Chronologie des évènements

### 1erdécembre
Dans l'oblast de Kharkiv l'armée ukrainienne déclare avoir repoussé une offensive russe qui était menée par un peloton d'infanterie appuyé par trois véhicules blindés

### 2 décembre
Le chancelier allemand Olaf Scholz s’est rendu à Kiev, annonçant un nouveau paquet d’aide de 650 millions d'euros comprenant deux systèmes IRIS-T, dix chars Leopard 1, des générateurs et des véhicules blindés,.

### 3 décembre
Des images géolocalisées indiquent que les forces ukrainiennes ont repris le village de Novomlyansk sur la rivière Oskol, à 20 km au nord de Koupiansk, dans l'oblast de Kharkiv et le village de Rozdolne (uk) dans le sud de l'oblast de Donetsk. Les forces armées ukrainiennes, avec l'appui de l'artillerie et des drones, ont repoussé les forces armées russes hors de cette tête de pont. En particulier, les soldats du 8e bataillon d'assaut de la 10e brigade d'assaut « Edelweiss » ont nettoyé la région de Novomlyansk des troupes russes,,.

### 4 décembre
Des drones ukrainiens ont attaqué, en Russie, le port de Novorossiïsk, kraï de Krasnodar, et la base aérienne de Diaguilevo, située près de la ville de Riazan (qui se trouve à 185 km au sud-est de Moscou) provoquant des explosions. Des drones ukrainiens ont également frappé la capitale tchétchène Grozny, avec des explosions signalées près du quartier général des forces spéciales Akhmat Kadyrov,.
L'Ukraine annonce l'entrée en production en série du drone-missile Palianytsia.

### 5 décembre
Le groupe de résistance Atesh affirme avoir coupé une ligne de chemin de fer entre Moscou et Koursk, près du village de Tchekhov, dans l'oblast de Moscou, en détruisant une armoire relais.

### 6 décembre
Lors du Jour des forces armées de l'Ukraine, Volodymyr Zelensky annonce la mise en production en série d'un nouveau drone d'attaque appelé Peklo (Enfer). Il s'agit d'un hybride missile-drone, d’une portée allant jusqu’à 700 km, d'une vitesse allant jusqu’à 700 km/h et d'une ogive ne dépassant pas 50 kg, avec des travaux en cours pour le rendre résistant à la guerre électronique,,,.

### 7 décembre
Les drones navals de la marine ukrainienne ont attaqué avec succès des cibles russes sur des plates-formes gazières au large des côtes de la Crimée.
Russie, l'aérodrome de Khanskaya, près de Maïkop, capitale de la République d'Adyguée, dans le Caucase, a été attaqué par des drones.

### 8 décembre
Selon le président ukrainien, Volodymyr Zelensky, 43 000 soldats ukrainiens ont été tués, et 370 000 autres blessés, depuis le début de l'invasion du pays par Moscou, il y a près de trois ans. La Russie aurait perdu 198 000 soldats, et plus de 550 000 auraient été blessés.

### 9 décembre
L'ancien chef de prison d'Olenivka, Sergueï Yevsyukov, a été tué dans l'explosion de sa voiture, un SUV Toyota Land Cruiser, sa femme a également été blessée dans l'attaque, perdant une jambe, et était hospitalisée dans un état critique,.
SpaceX et le ministère américain de la Défense annoncent un accord pour passer de 500 à 3 000 terminaux Starshield pour l'Ukraine. Starshield est une version plus sécurisée de Starlink

### 10 décembre
Le groupe de résistance ukrainien Atesh affirme que les soldats russes sabotent de plus en plus leurs propres bateaux et équipements pour éviter d'avoir à prendre d'assaut les îles du Dniepr sur le front sud. Cette déclaration intervient alors que les forces russes auraient rassemblé quelque 300 bateaux dans le but de traverser le Dniepr et de prendre des îles stratégiquement importantes situées dans le delta du fleuve.
Dans le Donbass l'armée russe a mobilisé environ 150 000 soldats pour des offensives dans les régions de Pokrovsk, Kourakhove et Vremivka (uk) pour briser la défense ukrainienne.

### 11 décembre
En Russie, des drones ukrainiens ont frappé le dépôt pétrolier de Transneft dans l'oblast de Briansk, et une station-service de l'oléoduc Droujba dans le village de Sven (ru), près de Briansk, aurait brûlé. Selon l'état-major ukrainien, le dépôt pétrolier était utilisé pour « recevoir, stocker et distribuer du carburant diesel pour les camions-citernes et les trains de marchandises et était activement utilisé pour approvisionner les forces d'occupation russes ». La ville de Taganrog dans l'oblast de Rostov a également été touchée,,.
L'armée ukrainienne déclare que les troupes russes ont détruit ou pris possession de plusieurs de ses positions près de la ville de Pokrovsk (Ukraine), oblast de Donetsk.

### 12 décembre
Selon Ramzan Kadyrov, des drones ukrainiens ont frappé une caserne de la police russe à Grozny, capitale de la Tchétchénie.
Le chercheur et concepteur en chef adjoint du département logiciel du Mars Experimental Design Bureau, Mikhaïl Shatsky, a été liquidé par des agents de HUR dans le parc Kouzminki à Moscou. En tant que responsable des logiciels, son travail consistait à moderniser les missiles Kh-59 et Kh-69, ainsi qu’à créer de nouveaux drones,,.

### 13 décembre
Du 12 décembre 14h00 au 13 décembre 10h00, la Russie a mené une attaque aérienne combinée sur le territoire de l'Ukraine, à l'aide de missiles de différents types et de drones d'attaque. La défense aérienne, a détruit 81 missiles sur 94 et 80 drones sur 193. 105 autres drones n'ont pas atteint leurs cibles désignées et 11 missiles ont été abattus grâce aux chasseurs F-16,,,.
Le site DeepStateMap, s'inquiète de la situation dans la poche d'Ouspenivka (uk), située au sud de Kourakhove, dans l'oblast de Donetsk,,,.

### 14 décembre
L'armée ukrainienne revendique l'attaque du dépôt pétrolier de Stalnoï Kon (ru) situé dans la banlieue de la ville d'Orel, dans l'oblast d'Orel, où un incendie s'est déclaré,.
Les troupes de la RPDC ont commencé des assauts dans la région de Koursk. Les services de renseignement ukrainiens ont déclaré que le 13 décembre, des unités de l'armée nord-coréenne, que la Russie a impliquée dans la guerre contre l'Ukraine, ont été mises en état d'alerte, indiquant leur intention de les engager dans les hostilités,. 
Des militaires nord-coréens combattant aux côtés de la Russie ont été signalés en direction de Kharkiv. 
Sur une position, des soldats des forces armées ukrainiennes ont « couvert » l'armée de la RPDC avec des drones FPV, avec des pertes estimées à environ 200 personnes. En outre, les renseignements ajoutent que la barrière de la langue complique la gestion et la coordination des actions dans le processus d’utilisation des troupes de la RPDC au front. En raison de ce problème, les soldats nord-coréens ont ouvert des « tirs amis » sur les véhicules du bataillon Akhmat faisant huit « Kadyrovites » tués.
Selon le GUR, un avion de chasse Su-30 a été détruit sur l'aérodrome militaire de Krymsk, dans le kraï de Krasnodar de la fédération de Russie.

### 15 décembre
Le ministère britannique de la Défense rapporte que pendant les batailles pour Velyka Novossilka (uk), les forces armées russes ont occupé le village de Chevtchenko, situé au sud de Pokrovsk.
Pris dans une tempête au détroit de Kertch, les pétroliers Volgoneft-212 et Volgoneft-239 (en) ont été endommagés, provoquant une marée noire,.

### 16 décembre
L'Ukraine a inculpé par contumace le commandant des troupes de défense NBC russes, le lieutenant général Igor Kirillov, pour avoir utilisé, sur le front, des armes chimiques interdites.
Un dépôt de munitions russe a été détruit par des drones ukrainiens près du village de Markyne (uk), dans l'oblast de Donetsk
Des soldats de la 17e brigade mécanisée lourde, ont diffusé une vidéo de la défaite de l'infanterie nord-coréenne, près du village de Kremyane (en russe : Кимяно) dans le raïon de Korenevo, dans la région de Koursk.
| Pertes au 16 décembre 2024 | Pertes au 16 décembre 2024                             | Pertes au 16 décembre 2024 |
| Russie et alliés (19 535)  | Équipements                                            | Ukraine et alliés (7 282)  |
| -------------------------- | ------------------------------------------------------ | -------------------------- |
| 3 639                      | Chars                                                  | 1 006                      |
| 1 813                      | Véhicules blindés de combat                            | 414                        |
| 5 193                      | Véhicules de combat d'infanterie                       | 1 107                      |
| 575                        | Véhicules blindés de transport de troupes              | 676                        |
| 56                         | Véhicules blindés de haute protection contre les mines | 364                        |
| 317                        | Véhicules de transport de troupes                      | 675                        |
| 297                        | Postes de commandement et postes de communication      | 26                         |
| 603                        | Véhicules et équipements du génie                      | 197                        |
| 4                          | Véhicules terrestres sans pilote                       | 1                          |
| 45                         | Systèmes de missiles antichars automoteurs             | 18                         |
| 129                        | Véhicules et équipements de soutien d'artillerie       | 26                         |
| 419                        | Artillerie tractée                                     | 228                        |
| 858                        | Artillerie automotrice                                 | 437                        |
| 447                        | Lance-roquettes multiples                              | 80                         |
| 57                         | Canons antiaériens                                     | 4                          |
| 27                         | Canons antiaériens automoteurs                         | 35                         |
| 291                        | Systèmes de missiles sol-air                           | 166                        |
| 89                         | Radars et équipements de communication                 | 134                        |
| 86                         | Moyens de brouillage radar                             | 7                          |
| 132                        | Aéronefs                                               | 101                        |
| 147                        | Hélicoptères                                           | 50                         |
| 18                         | Drones de combat                                       | 28                         |
| 510                        | Drones de reconnaissance                               | 434                        |
| 6                          | Trains logistiques                                     | -                          |
| 3 756                      | Camions, autres véhicules dont tout-terrain            | 1 028                      |
| 28                         | Navires de guerre                                      | 41,                        |

### 17 décembre
Igor Kirillov est tué par l'explosion d'une trottinette piégée, en sortant de son domicile du complexe résidentiel « Sreda » au 2/1 rue Riazansky (ru), en plein cœur de Moscou,,. Son élimination est revendiquée le même jour par les services secrets ukrainiens. À la date de sa mort, il est le plus haut responsable russe tué depuis le début de l'invasion russe de l'Ukraine.
Le SSU a arrêté le plus vaste réseau d'agents russes spécialisés dans l'espionnage des F-16 en Ukraine. Le contre-espionnage militaire de la SSU a neutralisé un réseau d’agents qui espionnait les forces de défense dans 5 régions à la fois. 12 agents russes et leurs informateurs ont été démasqués. Certains d’entre eux sont des déserteurs qui ont volontairement quitté les unités des forces armées ukrainiennes, et lorsqu’ils se cachaient, ils ont été recrutés par les services spéciaux russes.
Le groupe allemand Rheinmetall a reçu une commande pour la fourniture de 20 véhicules de combat d’infanterie Marder supplémentaires pour l'Ukraine dans le cadre de l'aide militaire.

### 18 décembre
La raffinerie de Novochakhtinsk, dans l'oblast de Rostov, a été touchée par des drones et des missiles ukrainiens. Les Russes affirment que six missiles ATACMS et quatre missiles Storm Shadow ont été utilisés pour frapper l'usine chimique Kamensky, dans la ville de Kamensk-Chakhtinski également située dans l'oblast de Rostov et utilisée pour fabriquer du carburant pour des missiles notamment des missiles antichars Kornet et des missiles balistiques Iskander-M,,,,
Selon le blogueur militaire russe Ilya Tumanov, un hélicoptère Ka-52 a été abattu par des « tirs amis » et les deux membres de l'équipage ont été tués,
L'Ukraine et Rheinmetall ont signé un contrat de neuf millions d’euros pour fournir à l'Ukraine des dizaines de milliers de modules de charge de propergol d'artillerie de 155 mm.

### 19 décembre
Des images géolocalisées ont montré que les forces russes ont pris la ville de Novoivanovka (ru) dans l'oblast de Koursk, tandis qu'un observateur militaire ukrainien a affirmé que les forces russes avaient conquis les villes de Rozdolne (uk), Kostyantynopolske, Sukhi Yali, et repris la ville de  Novyi Komar (uk), toutes situées dans le sud de l'oblast de Donetsk,.

### 20 décembre
Selon DeepStateMap la poche d'Ouspenivka (uk) est désormais refermée après la prise par l'armée russe d'Ouspenivka et de Troudove (uk), indiquant que « malheureusement, la totalité des troupes de la 79e brigade n'a pas pu en sortir »,,.

Le groupe opérationnel Khortytsia affirme que « les unités militaires ont effectué les manœuvres nécessaires pour éviter l'encerclement et continuer à accomplir des tâches opérationnelles sur la ligne Kourakhove-Kostiantynopolske (uk) ».
L'armée russe a bombardé Kiev en utilisant des missiles aérobalistiques Kinjal et des missiles balistiques Iskanderet KN-23 lancés à partir d'avions MiG-31K,
Sur le front de Koursk, les Russes ont lancé une attaque de missiles et 260 bombardements d'artillerie et 40 affrontements ont été dénombrés,.

Sur le front de Pokrovsk, il y a eu 31 affrontements et 19 combats ont eu lieu sur le front de Kourakhove,.
- Destructions à Kiev après l'attaque

### 21 décembre
Des drones ukrainiens ont été interceptés à Sotchi et à Touapsé, dans le kraï de Krasnodar et ont attaqué Kazan, capitale de la république du Tatarstan.

### 22 décembre
Ukraine, selon l'ISW, les forces ukrainiennes ont repris les positions perdues dans l'ouest de l'oblast de Zaporijjia, tandis que les forces russes ont avancé près de Koupiansk, Toretsk et Pokrovsk et dans l'oblast de Koursk, Russie.
Russie encore, Le gouverneur (ru) de l'oblast d'Orel, Andreï Klychkov (ru), affirme qu'une raffinerie de pétrole près d'Orel avait été incendiée par une attaque de drone ukrainien.
La Corée du Nord aurait transféré au moins quatre missiles balistiques supplémentaires à la Russie.

### 23 décembre
La Corée du Nord envisagerait de déployer davantage de troupes et d’armes en Russie, alors que plus de 3 000 soldats nord-coréens ont été tués et blessés dans l'oblast de Koursk.
Le HUR a déclaré qu'un « mystérieux incendie » avait causé des dommages de 16 millions de dollars à une usine de la zone économique spéciale d'Ielabouga, dans la république russe du Tatarstan, qui fabriquait des pièces pour les drones Shahed 136.
Le gouvernement allemand annonce un autre paquet d'aide militaire pour l'Ukraine comprenant 15 chars Leopard 1A5, deux Gepard, deux radars TRML-4D (en), deux lanceurs de missiles IRIS-T, deux lanceurs de missiles Patriot et 50 000 obus de 155 mm.

### 24 décembre
Vladyslav Voloshyn, porte-parole du commandement sud de l'armée ukrainienne, a déclaré que les troupes russes avaient probablement tenté de s'emparer d'une tête de pont sur la rive ouest du Dniepr ou sur l'une des îles afin d'y transférer de la puissance de feu pour bombarder Kherson et les unités ukrainiennes dans la zone côtière. Chaque jour, les forces russes mènent de cinq à sept attaques par petits groupes d'infanterie dans la région pour « identifier les faiblesses des défenses de l'Ukraine ». « Les troupes russes ont mené des attaques similaires sur l'île Cosaque et pendant plusieurs jours d’affilée elles ont essayé de débarquer sur l'île Potemkine, et avant cela, elles ont essayé de débarquer sur l’île méridionale de Zabich », mais ces actions n'étaient pas une tentative de « mener une offensive majeure ou de traverser le Dniepr »
Un drone russe de la ZALA (en) a endommagé un Su-25 russe au-dessus de Donetsk.

### 25 décembre
La Russie a lancé une attaque massive de missiles et de drones à travers l'Ukraine,
Les forces ukrainiennes affirment avoir frappé le poste de commandement de la 810e brigade d’infanterie navale de la Garde russe à Lgov, dans l'oblast de Koursk, tuant 18 soldats.
Des responsables ukrainiens affirment qu'un avion d'Azerbaijan Airlines reliant Bakou à Grozny avait été abattu par les défenses aériennes russes après avoir été confondu avec un drone lors d'une attaque à Grozny. L'avion a été endommagé par les Russes et au lieu d'un atterrissage d'urgence sur l'aérodrome le plus proche, il a été envoyé au Kazakhstan. À la suite du crash de l'avion en approche à l'aéroport d'Aktaou, 38 personnes sur 67 à bord ont été tuées

### 26 décembre
Un drone naval ukrainien a endommagé le remorqueur russe Fedor Uryupin près de Chornomorske en Crimée,.
La Finlande a arraisonné le pétrolier Eagle S (en) immatriculé aux îles Cook et exploité par une société basée aux Émirats arabes unis, suspecté d'avoir coupé volontairement coupé le câble d'alimentation sous-marin (en) Estlink 2 entre la Finlande et l'Estonie et de faire partie de la flotte fantôme russe.

### 27 décembre
Une frappe ukrainienne de HIMARS sur un poste de commandement russe dans l'oblast de Zaporijjia a tué trois officiers de l’état-major supérieur et détruit cinq véhicules.

### 28 décembre
Selon John Kirby, porte-parole du département de la Défense des États-Unis, « plus de mille soldats nord-coréens ont été tués ou blessés au cours de la semaine écoulée (du 20 au 27 décembre) dans des assauts dans l'oblast de Koursk, et que le commandement russe utilisait – et les autorités nord-coréennes autorisent la Russie à utiliser – des soldats nord-coréens de rang inférieur et supérieur dans des assauts menés par l’infanterie sans soutien de véhicules blindés, servant de chair à canon »,.

### 29 décembre
Les services de renseignement ukrainiens annoncent la destruction de quatre installations de télécommunications de l'opérateur de télécommunications russe Phoenix, qui étaient utilisées par l'armée russe dans l'oblast occupée de Donetsk.

### 30 décembre
Des responsables ukrainiens affirment que des partisans ont mis le feu à deux trains dans l'oblast de Moscou qui se dirigeaient vers les territoires occupés de l'Ukraine.
Les forces des systèmes sans pilote, affirment avoir détruit un Bouk-M1-2 russe dans l'oblast de Zaporijjia.
Le onzième échange de prisonniers en 2024 a eu lieu entre l'Ukraine et la Russie, au cours duquel 189 citoyens ukrainiens sont rentrés chez eux.

### 31 décembre
Un dépôt pétrolier dans le district de Yartsevsky (en)district de Yartsevsky, dans l'oblast de Smolensk, a été attaqué par des drones, entrainant un incendie
L'opérateur ukrainien GTSOU annonce la fin d'un contrat russo-ukrainien de 2019 et des approvisionnements de plusieurs pays de l'Est de l'Europe. Selon GTSOU, les livraisons de gaz russe cesseront le matin du 1er janvier 2025.
Pour la première fois dans l'histoire, des soldats ukrainiens de l'unité spéciale Groupe 13 du GUR ont détruit une cible aérienne à l'aide d'un drone de surface naval Magura V5 équipé d'armes lance-missiles. Au cours d'une bataille dans la mer Noire près du cap Tarkhankout en Crimée, des missiles R-73 SeeDragon ont détruit deux hélicoptères russes Mi-8. Un autre hélicoptère a été endommagé, mais a pu retourner à sa base,,.

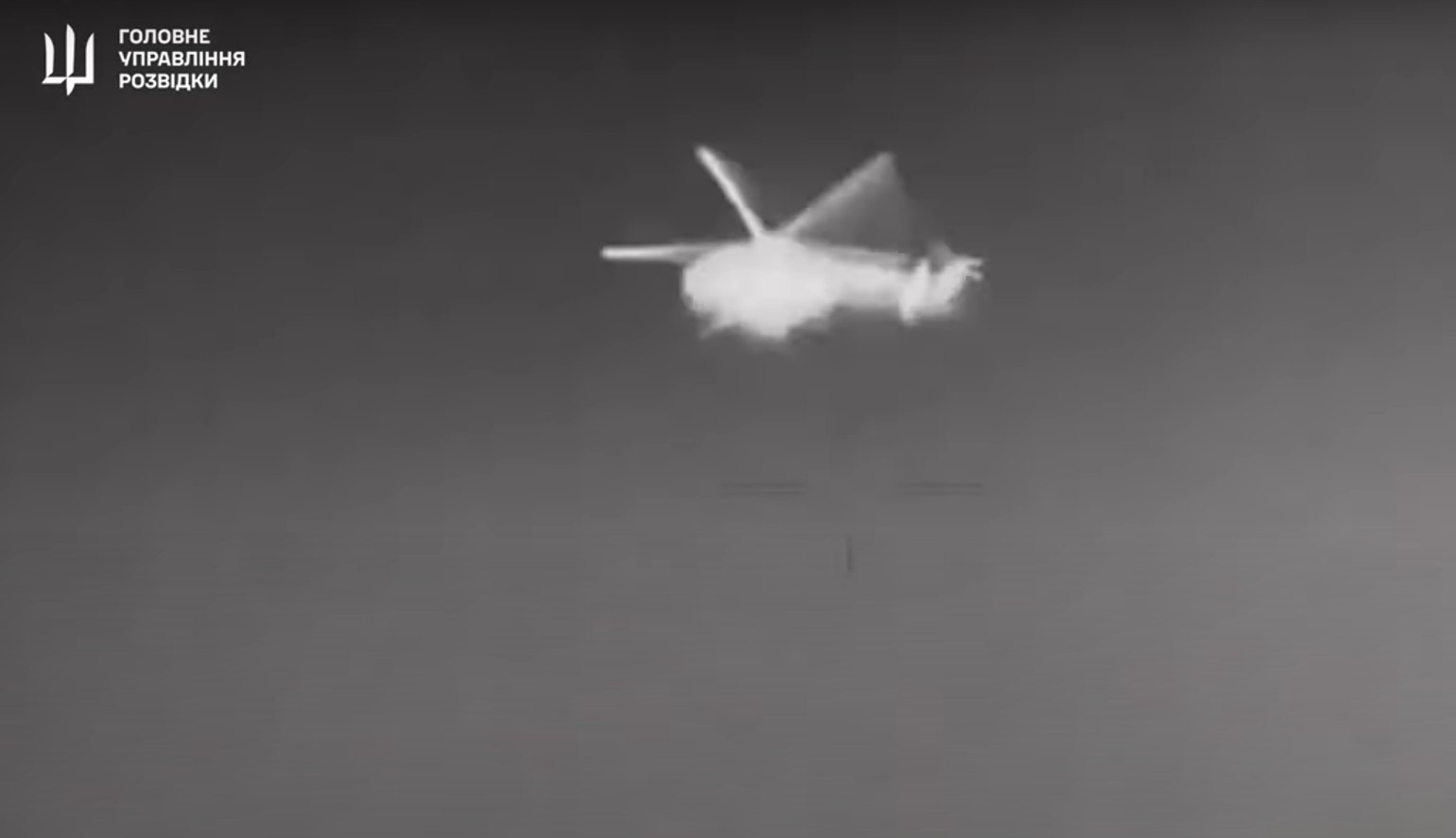
Le drone de surface naval MAGURA V5 cible l'hélicoptère russe Mil Mi-8

### Janvier 2025
Pour les événements suivants, voir Chronologie de l'invasion de l'Ukraine par la Russie (janvier  2025).